# Alfvénhastighet
Alfvénhastigheten, uppkallad efter Hannes Alfvén), är den hastighet som Alfvénvågor fortplantar sig med i ett magnetiserat elektriskt ledande gasplasma. 
Alfvénhastigheten kan uttryckas enligt
{\displaystyle v_{A}=B/(\mu _{0}n_{i}m_{i})^{1/2}\,}
eller i beräkningsmässig form
{\displaystyle v_{A}=(2.18\times 10^{11}\,{\mbox{cm/s}})\,(m_{i}/m_{p})^{-1/2}\,(n_{i}/{\rm {cm}}^{-3})^{-1/2}\,(B/{\rm {gauss}})}
där {\displaystyle v_{A}\,} är alfvénvågens hastighet, B är den magnetiska fältstyrkan, {\displaystyle \mu _{0}\,} är plasmats permeabilitet, {\displaystyle n_{i}\,} antalet joner per volymenhet och {\displaystyle m_{i}\,} är jonens massa.